# Laura Gao
Laura Gao (Chino: 高宇洋; pinyin: Gāo Yǔyáng) es una artista de cómics sinoestadounidense. Gao se hizo famosa cuando lanzó un cómic corto llamado "El Wuhan que conozco" en respuesta a la creciente sinofobia debido a la pandemia de COVID-19. El cómic se utilizó más tarde como base para sus memorias gráficas llamadas Messy Roots, publicadas en marzo de 2022.

## Vida y carrera
Gao nació como Gao Yuyang, en Wuhan, China. Mientras sus padres se mudaron a Estados Unidos para estudiar, ella se quedó en Wuhan con sus abuelos hasta que cumplió cuatro años, después de lo cual sus padres pudieron ganar suficiente dinero para traer al resto de la familia a Estados Unidos. Gao recibió el nombre en inglés "Laura" en honor a Laura Bush.
Gao creció en Coppell, Texas, y luego se mudó a Filadelfia para estudiar en la Universidad de Pensilvania, donde asistió a la escuela de negocios. Después de graduarse, Twitter la contrató como gerente de producto y se mudó a San Francisco.

### "El Wuhan que conozco"
Gao había planeado visitar a su familia en Wuhan a principios de 2020, pero canceló el viaje cuando su familia le contó sobre la propagación del COVID-19 en la región. Durante ese tiempo, Gao notó que más gente tomaba conciencia de la ciudad, en su mayoría de manera negativa, lo que provocó que muchas personas llamaran al nuevo virus el "virus de Wuhan". Con el objetivo de mostrar los aspectos positivos de la ciudad y su cultura, Gao publicó en marzo de 2020 un cómic llamado "El Wuhan que conozco", que destaca la "historia, la arquitectura y la economía" de la ciudad, así como algunas de las comidas callejeras.
El cómic se volvió viral rápidamente, y personas de todo el mundo se pusieron en contacto con Gao para mostrarle su agradecimiento. Tras el lanzamiento del cómic, el equipo creativo de Twitter creó una animación basada en el cómic de Gao, y en julio de 2020, se anunció que HarperCollins había adquirido los derechos de dos libros de ella: una autobiografía llamada Messy Roots y otro libro de no ficción sobre su vida como gerente de producto, artista y ser queer.  Después de recibir la oferta por sus libros, Gao decidió dejar su puesto en Twitter para centrarse en su trabajo como artista.

## Obras
- Messy Roots (novela gráfica)
- The Wuhan I Know (comic)